# Gastronomía tártara

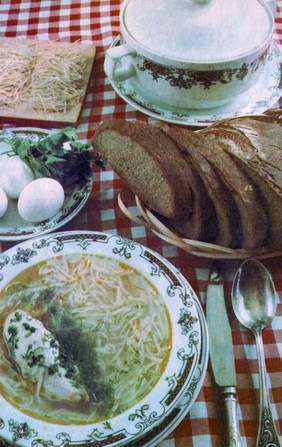
Şulpa (sopa) con fideos.

La gastronomía tártara es principalmente la gastronomía de los tártaros del Volga, que vienen en Tartaristán (Rusia) y regiones adyacentes. La gastronomía de los tártaros de Crimea, que viven en la península de Crimea (Ucrania), es diferente y se describe al final de este artículo.

## Historia
La gastronomía de los tártaros del Volga toma su origen de la cocina de los búlgaros del Volga, que una vez fueron nómadas, pero hace unos 1500 años se volvieron agricultores y se integraron en las sociedades agrícolas locales.
Las gastronomía tártara fue influida por los pueblos de la región: rusos, udmurtos, maris y también etnias de Asia Central, especialmente uzbekos. Cierta recetas, como el plov (pılaw), el halvah (xälwä) y el sherbet (şirbät), entraron hace mucho a la cultura tártara. Los tártaros se familiarizaron con muchos elementos de la gastronomía rusa pronto en su historia. Sin embargo, las influencias culinarias y la mayor variedad de productos no han cambiado las características étnicas básicas de la gastronomía tártara, sino que la han hecho más diversa.
La geografía y la naturaleza también fueron instrumentos que moldearon la cocina tártara. La ubicación de los tártaros en la frontera de dos regiones geográficas —los bosques del norte y la estepa del sur, y también en la cuenca de dos grandes ríos, el Volga y el Kama— fomentaron el comercio y enriquecieron considerablemente la cocina nacional. Los tártaros se familiarizaron pronto en su historia con el arroz, el té, la fruta seca, las nueces, los aderezos y las especias.
La gastronomía tártara depende fuertemente de los principales productos agrícolas de la región: cereales y ganado. Las frutas y verduras estaban mucho menos desarrolladas en la agricultura de la región, aunque la relativa importancia de la patata empezó a crecer desde finales del siglo XIX. Las verduras locales incluyen la cebolla, la zanahoria, el rábano, el nabo, la calabaza, la remolacha y, en pequeñas cantidades, también el pepino y el repollo. La fruta era cultivada principalmente en invernaderos de la ribera derecha del Volga, e incluía manzanas, cerezas, frambuesas y grosellas. Los bosques era una fuente de bayas silvestres, nueces, lúpulo, pastinaca de vaca, vinagrera, menta y puerro salvaje. Los champiñones no eran típicos de la cocina tradicional tártara, y empezaron a usarse solo recientemente, en especial entre la población urbana. Las vacas y ovejas producían carne, muy popular entre los tártaros. La carne de caballo se comía cocida, salada y curada. La leche se usaba principalmente en productos lácteos, como cuajada, crema agria, etcétera. Las aves (pollos, gansos) eran comunes en las granjas locales y los huevos un plato popular, preparado de diversas formas. La apicultura en la franja del bosque con la estepa producía abundante miel para consumo local.

## Gastronomía tártara tradicional

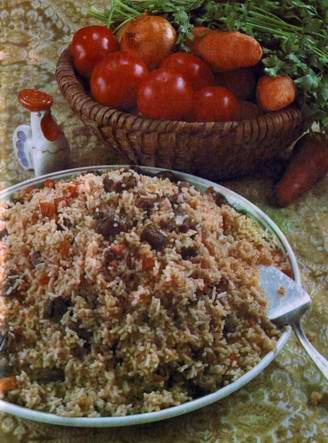
Pilaw (plov).

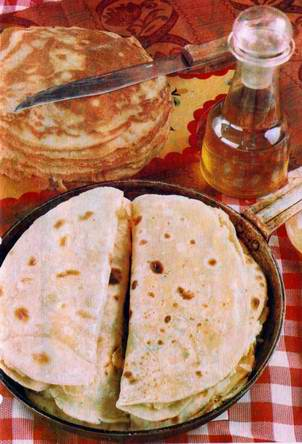
Qıstıbí.

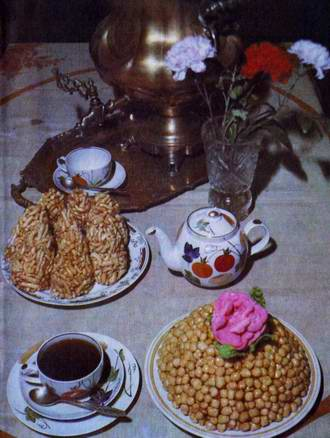
Boxara käläwäse y çäkçäk.

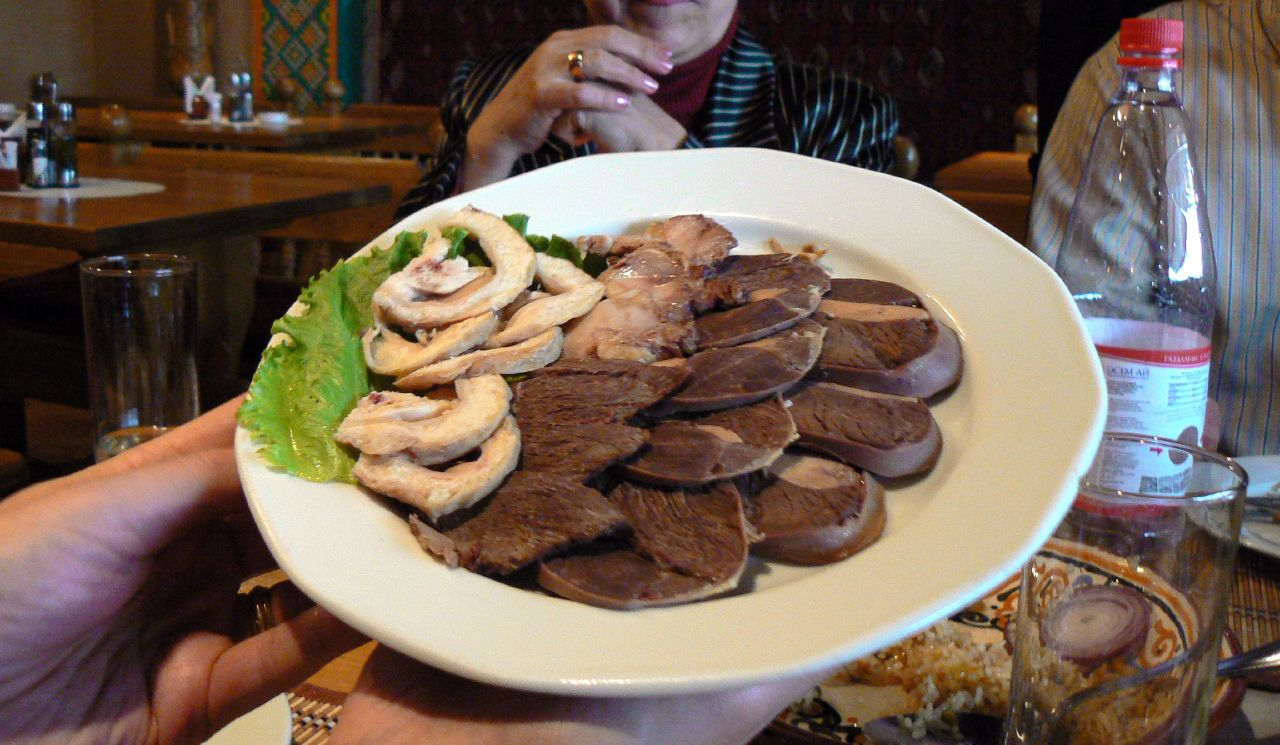
Qazılıq como parte de un plato de carne de caballo (a la derecha).

Los platos de la cocina tártara pueden dividirse en las siguientes categorías:
- sopas calientes,
- platos principales,
- piezas horneadas con un relleno salado (tomadas también como plato principal),
- platos a base de masa (pasta),
- piezas horneadas dulces y de otros tipos, normalmente servidos con té.

### Sopas
Dependiendo del caldo (şulpa) usado como base del plato, las sopas se dividen en carne, pollo, pescado, verdura, champiñón, etcétera. La sopa puede espesarse con fideos, cereales o verduras, por separado o combinados. Especialmente popular es la sopa de fideos servida con toqmaç (fideos caseros) y enriquecida con trozos de carne o pollo cocidos en el caldo.
Las sopas se sirven a menudo con albóndigas o bollos rellenos (öçpoçmaq, pärämäç, bawırsaq). Un plato festivo y hasta cierto punto ceremonial para los tártaros es el pilmän (pelmeni en ruso), un tipo de dumpling relleno de carne y servido siempre con una sopa clara.

### Platos principales
Los platos principales suelen basarse en carne, grano y patata. La carne cocida en caldo se corta en trozos pequeños y se sirve como plato principal, a veces frita un poco en aceite con cebolla, zanahoria y pimiento. Las patatas cocidas son una guarnición frecuente, con rábano gratinado servido como acompañamiento. Un pollo relleno con huevos en leche (tutırğan tawıq) es un plato especial para las fiestas.
El bäliş es el plato tradicional más antiguo que combina carne y cereal. Trozos se carne grasa (añojo, buey, ganso, o asadura de ganso y pato) se combinan con cereales (mijo, espelta, arroz) y se hornean en una cazuela de barro. El tutırma, una tripa rellna con hígado cortado o picado finamente y mijo o arroz, es otro ejemplo de combinación de carne y grano.
El pilaw (plov) se sirve en cenas festivas, especialmente en la ciudad. Una versión local popular es el llamado pilaw de Kazán, que se prepara con carne cocida. Los platos que combinan carne cocida con fideos incluyen el qullama o bişbarmaq, común a muchos pueblos turcos. La carne se almacena en invierno congelada de forma natural, y se conserva para la primera y el verano salándola o curándola. La carne de caballo se usa para elaborar salchichas (qazılıq); el ganso y patos curados se consideran una delicia.
Los huevos de ave, principalmente de pollo, son un plato muy popular en la cocina tártara. Se comen cocidos, fritos o al horno.
Los cereales se han usado en una variedad de gachas: mijo, alforfón, avena, arroz, guisante, etcétera.

### Alimentos horneados
La amplia variedad de platos de masa es una característica de la cocina tártara tradicional. La masa sin levadura se usa tradicionalmente para hacer bollos, tanto dulces como salados, panes planos y galletas. La masa subida con levadura se usa para hacer pan (ikmäk, ipi), que siempre se sirve con las comidas. El pan se ha horneado tradicionalmente con harina de centeno, y solo los ricos podían permitirse el pan de trigo. Actualmente se encuentran ambos tipos en las tiendas.
El qabartma es un tipo de panqueque de masa con levadura que puede preparase de diferentes formas: horneado en una sartén frente a un fuego abierto, o frito en aceite hirviendo en un caldero. El qabartma se come caliente, untado generosamente con mantequilla.
El rebozado líquido también se prepara con y sin levadura. Los panqueques (qoymaq) se hacen de rebozado sin levadura usando harina de trigo. Los de estilo blini se hacen de rebozado con levadura usando distintos tipos de harina (avena, guisante, alforfón, mijo, trigo o mezcla). El qoymaq, de rebozado con levadura, es más grueso que el blini ruso. Suele servirse para desayunar, con mantequilla derretida en un plato pequeño.
Varios alimentos al horno con relleno salado son específicos de la gastronomía tártara. El más antiguo y simple es el qıstıbí, también llamado küzikmäk. Es un panqueque sin levadura doblado en dos y relleno con mijo cocido. Desde finales del siglo XIX el qıstıbí se ha hecho con patata machacada. El bäleş se hace con masa sin levadura o fermentada rellena con trozos de carne grasa (añojo, buey, ganso, pato, etcétera) mezclados con grano o patata. El bäleş solía prepararse en ocasiones especiales con forma de un cono truncado bajo con una abertura en su extremo. Posteriormente el nombre empezó a usarse para tartas normales con diferentes rellenos, parecidas al piróg ruso. Otra tarta tártara tradicional es el öçpoçmaq, una concha tradicional originalmente rellena de una mezcla de carne grasa y cebolla. Posteriormente empezaron a añadirse trozos de patata al relleno. El pärämäç es un pastel redondo de carne picada, frito y servido caliente cubierto de mantequilla derretida. Salvo por la forma redonda, es parecido al çibörek (cheburek) de los tártaros de Crimea.
El bäkkän (o täkä), especialmente popular en las zonas rurales, es un pastel individual oval o con forma de media luna (como un pirozhki grande) relleno con verdura variada (principalmente calabaza, pero también zanahoria o repollo). El sumsa es un pastel parecido, normalmente relleno de carne y arroz. Un plato especial festivo entre los tártaros urbano de Kazán es el göbädiä, un pastel alto redondo con un relleno multicapa, que incluye arroz, fruta seca y qort (un tipo de queso seco salado).

### Dulces
La cocina tártara incluye una variedad de dulces al horno, que suelen servirse con té: çelpek (panqueques fritos), qatlama (un rollo horneado con rellenos variados: semillas de amapola, qort, frutos secos), qoş tele (‘lengua de pájaro’, cuadrados o diamantes de masa sin levadura fritos), lawaş (dumplings fritos rellenos de pasas), paştet (pasteles dulces rellenos con mermelada o fruta seca), etcétera. El çäkçäk es un montículo de bolas de masa dulce empapada con miel, común entre todos los pueblos turcos. Solía ser una comida ceremonial llevada por la novia a la recepción en casa del novio. Actualmente es un dulce común. La miel es muy popular en repostería y por sí sola, servida con té.

### Bebidas
El äyrän es una bebida láctea hecha diluyendo qatıq (leche agria) en agua fría. El quas es una bebida hecha de harina de centeno y malta que los tártaros tomaron prestada de los rusos. Un kompot de albaricoques secos es un postre popular en las cenas festivas.
Otra bebida dulce no alcohólica es el şirbät (sorbete) hecho de miel. En el siglo XIX y principios del XX era una bebida puramente ceremonial, servido a los invitados a una boda como el «sorbete de la novia» en casa del novio.
El té es una bebida hospitalaria típica entre los tártaros. La costumbre es beberlo caliente y fuerte, normalmente con leche. El té con dulces horneados (qabartma, panqueques) se toma a veces para desayunar.

## Técnicas y utensilios de cocina
La comida se prepara en la cocina tradicional tártara principalmente cociéndola, friéndola u horneándola. La fritura se usa principalmente para alimentos a base de masa, y mucho menos para las carnes, que típicamente se cuecen (excepto la que se prepara para el pilaw, que exige una fritura rápida). Las cocciones y frituras se hacen tradicionalmente en calderos de hierro fundido construidos en el lado de cocinas grandes. La cocción sobre un fuego abierto no era común, usándose solo para elaborar panqueques (täçe qoymaq) y huevos fritos (täbä).
Los utensilios de hierro fundido y las ollas de barro se usaban frecuentemente en el horno. Las sartenes grandes y hondas de hierro fundido servían para hornear bäleş y göbädiä. Los utensilios de madera se usaban ampliamente para diversas tareas. La masa de pan se amasaba en artesas de madera y se dejaban subir en cuencos de madera o mimbre. La mantequilla se hacía en mantequeras de madera. La miel y el qatiq se almacenaban en contenedores de madera. Los utensilios de cocina elaborados comercialmente, incluyendo ollas y sartenes metálicas y esmaltadas, porcelana y cristal, fueron ganando aceptación a partir de mediados del siglo XIX.
El servicio de té siempre ha sido objeto de especial atención entre los tártaros. El té se bebe en tacitas (para que se mantenga caliente). Las tazas tártaras típicas son pequeñas y bajas, con el fondo redondo y un platillo. El servicio de té tradicional tártaro incluye siempre un samovar.
La introducción de los modernos hornos de gas y microondas ha llevado a la adopción de nuevas técnicas culinarias, incrementando principalmente la popularidad de las frituras (carne, pescado, verdura). La modernización de los utensilios de cocina ha apartado a calderos, sartenes de hierro fundido y muchos utensilios de madera de su papel tradicional. La familia típica usa actualmente una amplia gama de utensilios de aluminio y esmaltados.

## Cocina moderna
La cocina tártara, aunque preservando las tradiciones nacionales, ha sufrido cambios importantes. Los cambios económicos y culturales has introducido muchas recetas nuevas, enriqueciendo la cocina tradicional. Ahora se usan más frutas y verduras que antes, el pescado se ha hecho más popular, y las setas, tomate y encurtidos son de uso común. La apertura al comercio internacional ha dado acceso a frutas y verduras que antes se consideraban exóticas, como plátanos, kiwis, mangos, berenjenas, etcétera.
Las tradiciones culinarias de otros pueblos de la antigua Unión Soviética, especialmente la rusa, has sido influidas por los hábitos alimentarios de los tártaros. Por otro lado, las peculiaridades de los platos nacionales tártaros aseguran su continua popularidad en otros países.

## Gastronomía tártara crimea
Los tártaros de Crimea han vivido en la península de Crimea (Mar Negro) desde al menos el siglo XIII. En 1944 fueron injustamente acusados por Stalin de colaborar con la ocupación nazi durante la Segunda Guerra Mundial, y unos 500.000 tártaros crimeos fueron deportados a Asia Central. A principios de los años 1990, tras casi cinco décadas en el exilio, aproximadamente 250.000 tártaros crimeos decidieron volver a Crimea, oficialmente parte de la República Socialista Soviética de Ucrania desde 1954. Los tártaros que viven actualmente en Crimea son una minoría en la península, suponiendo el 12% de la población. Otros países con población significativa de tártaros crimeos son Uzbekistán, Rusia, Turquía y Rumanía.
La cocina tradicional de los tártaros de Crimea procede básicamente de las mismas raíces que la de los tártaros del Volga, aunque a diferencia de éstos la mayoría no comen carne de caballo ni beben leche de yegua (kymyz). De los 3 grupos que forman el pueblo de los tártaros de Crimea: tat, yalıboyu y nogay estos últimos si comen carne de caballo y beben leche de yegua. Los tártaros de Crimea adoptaron muchos platos uzbekos durante su exilio, y dichos platos fueron absorbidos por la cocina tártara crimea a su regreso. Recetas como la samsa, el laghman y el plov se venden en la mayoría de las cafeterías de carretera de Crimea como platos nacionales. El pan plano uzbeko, el nan (o lepyoshka en ruso), es también una receta básica entre los tártaros de Crimea.

### Platos tradicionales en la gastronomía tártara crimea
- Chee-börek, una empanadilla frita con un relleno de carne picada o molida y cebolla. Es parecido al peremech de los tártaros del Volga, pero se hace con un trozo redondo de masa doblado sobre el relleno con forma de medialuna. Es un plato nacional para los tártaros de Crimea, popular también entre la población exiliada en Turquía, Rumanía, Rusia y Uzbekistán.
- Yantik, un chee-börek a la parrilla en lugar de frito.
- Köbete, un pastel tradicional relleno de arroz y pollo cocido entre dos capas de masa. Se sirve como plato principal, y puede hacerse con otros rellenos, como otras carnes, carne con cebolla y patata, o incluso patata y queso.
- Tabak börek, pequeños dumplings rellenos de carne cocidos en caldo y servidos como plato principal o en sopa (kashik börek). Es parecido al pilmän de los tártaros del Volga, al chuchvara uzbeko o al mantou genérico de las cocinas de Asia Central.
- Göbädiä, un pastel de bodas con capas de carne, arroz, huevo picado, pasas y qurt (queso blanco seco). Es equivalente al plato homónimo de la gastronomía tártara del Volga.
- Shurpa, una sopa de carne de Asia Central con trozos grandes de buey y añojo, cebolla, zanahoria y otras verduras.
- Bakla ash, una sopa hecha de guisantes o judías verdes, un plato inusual en la cultura tártara predominantemente carnívora.
- Sheker keyeks, un postre tradicional, parecido al baklava turco.